# Fiskdammen, Småland
Fiskdammen är en sjö i Uppvidinge kommun i Småland och ingår i Alsteråns huvudavrinningsområde.